# Облачный офис
Облачный офис — концепция (стратегия) ведения бизнеса, в которой наличие реального офиса (офисного помещения) не является обязательным условием для осуществления группового взаимодействия в процессе работы организации.
Достигается путём развёртывания значительной части ИТ-инфраструктуры организации с помощью современных интернет-технологий (технологий, использующих облачные вычисления): SaaS, DaaS, IaaS, PaaS и т. д.
Основные преимущества:
- Снижение затрат на содержание офисных площадей
- Снижение TCO ИТ-инфраструктуры
- Высокая масштабируемость и мобильность бизнеса